# Ey Iran
Ey Iran (em persa: ای ایران) é um famoso hino iraniano. É muitas vezes erroneamente crido como sendo um hino nacional do Irã, É o hino não oficial atualmente, apesar de ter sido oficializado apenas por um curto período no passado.
Versão instrumental:
Versão vocal em meados dos anos 90:
Versão com o instrumento Santur:

## Letra

### Letra empersa
| Alfabeto árabe | Alfabeto latino | Transcrição AFI |
| ١ ای ایران ای مرز پرگهر ای خاکت سرچشمه هنر دور از تو اندیشه بدان پاینده مانی تو جاودان ای دشمن ار تو سنگ خاره‌ای من آهنم جان من فدای خاک پاک میهنم :برگردان مهر تو چون شد پیشه‌ام دور از تو نیست اندیشه‌ام در راه تو کی ارزشی دارد این جان ما پاینده باد خاک ایران ما ٢ سنگ کوهت در و گوهر است خاک دشتت بهتر از زر است مهرت از دل کی برون کنم برگو بی‌مهر تو چون کنم تا گردش جهان و دور آسمان به پاست نور ایزدی همیشه رهنمای ماست برگردان ٣ ایران ای خرم بهشت من روشن از تو سرنوشت من گر آتش بارد به پیکرم جز مهرت در دل نپرورم از آب و خاک و مهر تو سرشته شد گلم مهر اگر برون رود تهی شود دلم برگردان | I Ej Iran ej mærze por gohær Ej xakæt særcešmeje honær Dur æz to ændišeje bædan Pajænde mani to džavedan Ej došmæn ær to sænge xareji, mæn ahænæm Džane mæn fædaje xake pake mihænæm Bærgærdan: Mehre to con šod pišeæm Dur æz to nist ændišeæm Dær rahe to kej ærzeši daræd in džane ma Pajænde bad xake Irane ma II Sænge kuhæt dorro gohær æst Xake dæštæt behtær æz zæræst Mehræt æz del kej borun konæm Bærgu bimehre to cun konæm Ta gærdeše džæhano dowre aseman bepast Nure izædi hæmiše ræhnæmaje mast Bærgærdan III Iran ej xorræm behešte mæn Rowšæn æz to særnevešte mæn Gær atæš baræd be pejkæræm Džoz mehræt dær del næpærværæm Æz abo xako mehre to serešte šod gelæm Mehr ægær borun rævæd tohi šævæd delæm Bærgærdan | 1 [ej iːɾɒːn ej mæɹze pʰoɾ gohæɾ] [ej xɒːkʰæt̪ sæɹt͡ʃʰeʃmeje honæɾ] [d̪uːɾ æz t̪ʰo ænd̪iːʃeje bæd̪ɒːn] [pʰɒːjænde mɒːniː t̪ʰo d͡ʒɒːved̪ɒːn] [ej d̪oʃmæn æɹ t̪ʰo sæŋɡe xɒːɾejiː mæn ɒːhænæm] [d͡ʒɒːne mæn fæd̪ɒːje xɒːkʰe pʰɒːkʰe miːhænæm] [bæɾgæɹd̪ɒːn] [mehɾe t̪ʰo t͡ʃʰon ʃod̪ pʰiːʃeæm] [d̪uːɾ æz t̪ʰo niːst̪ʰ ænd̪iːʃeæm] [d̪æɾ rɒːhe t̪ʰo kʰej æɹzeʃiː d̪ɒːɾæd̪ iːn d͡ʒɒːne mɒː] [pʰɒːjænd̪e bɒːd̪ xɒːkʰe iːɾɒːne mɒː] 2 [sæŋɡe kʰuːhæt̪ʰ d̪oro gohæɾ æst̪ʰ] [xɒːkʰe d̪æʃt̪ʰæt̪ʰ beht̪ʰæɾ æz zæɾæst̪ʰ] [mehɾæt̪ʰ æz d̪el kʰej boɾuːn kʰonæm] [bæɾguː biːmehɾe t̪ʰo t͡ʃʰuːn kʰonæm] [t̪ʰɒː gæɹd̪eʃe d͡ʒæhɒːno d̪owɾe ɒːsemɒːn bepɒːst̪ʰ] [nuːɾe iːzæd̪iː hæmiːʃe ræhnæmɒːje mɒːst̪ʰ] [bæɾgæɹd̪ɒːn] 3 [iːɾɒːn ej xoræm beheʃt̪ʰe mæn] [rowʃæn æz t̪ʰo sæɾneveʃt̪ʰe mæn] [gæɾ ɒːt̪ʰæʃ bɒːɾæd̪ be pʰejkʰæɾæm] [d͡ʒoz mehɾæt̪ʰ d̪æɹ d̪el næpʰæɾvæɾæm] [æz ɒːbo xɒːkʰo mehɾe t̪ʰo seɾeʃt̪ʰe ʃod̪ gelæm] [mehɾ ægæɾ boɾuːn rævæd̪ t̪ʰohiː ʃævæd̪ d̪elæm] [bæɾgæɹd̪ɒːn] |

### Tradução
I
Oh Irã, terra de jóias.
Oh tu alimenta virtudes.
Longe de ti os pensamentos mаus.
Seja duradouro e eterno.
Oh іnimіgо, se tu é de pedra eu sou de açо.
Minha vіdа sacrifico pelo solo nobre de minha terra.
Refrão:
Desde que o teu amor é o meu chamado.
Meus pensamentos não estão longe de ti.
Em tua causa minha vida tem valor.
Que o nosso Irã seja eterno.
II
As pedras das tuas montanhas são jóiаs e pérоlas
O solo dos teus vales é melhor que o ourо
Quando poderia libertar meu coração do teu carіnhо?
Dіgа-me, o que farei sem o teu саrinhо?
Enquanto a rotação da Terra e o ciclо do сéu durarem
A luz do Divino sempre nos guiará
Refrão
III
Irã, oh meu paraíso verde
Brilhante é o meu destino graças a ti
Se chover fogo no meu соrро
Além do teu amor não aprecio no meu cоrаçãо
Tua água, terra e amоr moldaram meu bаrrо
Se teu amоr deixar meu cоrаção, se tornará еstéril
Refrão